# Daniele (patriarca di Romania)

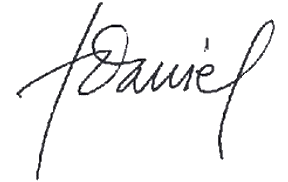
Firma del patriarca Daniele

Daniele (in rumeno: Daniel, nato Dan Ilie Ciobotea; Bara, 22 luglio 1951) è l'attuale primate della Chiesa ortodossa rumena. In carica dal 2007, possiede i titoli di arcivescovo di Bucarest, metropolita di Muntenia e Dobrugia, vicario del trono di Cesarea in Cappadocia e patriarca di tutta la Romania.

## Biografia
Il futuro patriarca nacque nel villaggio di Dobrești, nel comune di Bara, il 22 luglio 1951 come terzo figlio della coppia di insegnanti Alexie e Stela Ciobotea. Frequentò la scuola primaria presso il villaggio d'origine (1958-1962) e la scuola media presso Lăpușnic (1962-1966). Al termine di queste esperienze di studio si iscrisse alla scuola superiore di Buziaș, per poi trasferirsi a Lugoj, dove conseguì il diploma nel 1970. Dal 1970 al 1974 studiò presso l'istituto teologico di Sibiu, dove ottenne la laurea con specializzazione sul Nuovo Testamento. Tra il 1974 ed il 1976 proseguì gli studi per il conseguimento del dottorato presso l'istituto teologico di Bucarest, sotto la supervisione del sacerdote e docente Dumitru Stăniloae.
In seguito studiò per due anni presso la facoltà di teologia protestante dell'Università di Strasburgo ed altri due anni presso la facoltà di teologia cattolica dell'Università Albertina di Friburgo in Brisgovia. Il 15 giugno 1979 espose la propria tesi per l'ottenimento del dottorato a Strasburgo. La tesi, intitolata "Réflexion et vie chrétiennes aujourd'hui. Essai sur le rapport entre la théologie et la spiritualité", fu preparata sotto la supervisione di due noti studiosi francesi: Gerard Ziegwald e André Benoit. Ricevette alti elogi e valse il dottorato al futuro patriarca. Tra il 1980 ed il 1986 Ciobotea insegnò presso l'istituto ecumenico di Bossay (Svizzera), mentre dal 1986 al 1988 ricoprì la carica di vicedirettore.
Gli studi all'estero hanno spinto alcuni critici a sostenere che Ciobotea fosse un collaboratore della Securitate, poiché nella Romania socialista di Nicolae Ceaușescu viaggiare e studiare fuori dal blocco orientale era ritenuto molto difficile. Il giornalista Mircea Dinescu ha comunque affermato l'impossibilità di dimostrare la presunta collaborazione in assenza di alcuni documenti andati perduti nel dicembre 1989.
Il 6 agosto 1987 Ciobotea prese i voti nel monastero di Sihăstria, scegliendo Daniele come nuovo nome. Suo padre spirituale divenne il noto archimandrita Cleopa Ilie. Dal settembre 1988 al marzo 1990 fu consulente del patriarca Teoctist nelle materie riguardanti l'ecumenismo. Il 4 marzo 1990 fu consacrato vescovo ausiliare dell'arcidiocesi di Timișoara da Nicolae Corneanu. Tre mesi dopo fu nominato metropolita di Moldavia e Bucovina. Nel 1992 iniziò a insegnare alla facoltà teologica di Iași. Nel 1998 fondò l'influente Radio Trinitas.
Il 12 settembre 2007 fu eletto patriarca di tutta la Romania, prevalendo sul metropolita di Cluj Bartolomeu Anania e sul vescovo di Covasna e Harghita Ioan Selejean. La cerimonia di intronizzazione ebbe luogo il 30 settembre. Anche se apprezzato per le sue competenze intellettuali e per la sua diplomazia, il patriarca Daniele ha suscitato delle critiche da parte di alcuni settori tradizionalisti per via del suo approccio considerato troppo ecumenico. Egli è stato accusato di voler unire la Chiesa ortodossa rumena alla Chiesa cattolica e, addirittura, di essere un massone (affermazione smentita pubblicamente dall'interessato).